# Discographie de Michel Fugain
La discographie de Michel Fugain contient tous les disques que le chanteur français a enregistrés entre 1967 et 2024. Au total, Michel Fugain a sorti trente-deux albums, dont huit albums live, une trentaine de compilations et une centaine de singles.

## Albums studio
| Année | Titre                                 | Singles | Remarques                            |
| ----- | ------------------------------------- | --- | ------------------------------------ |
| 1967  | Michel Fugain (Quand l’oiseau chante) | Je n'aurai pas le temps, Quand l’oiseau chante                                                                                     | –                                    |
| 1970  | Michel Fugain (Soleil)                | Soleil, Balade en Bugatti, On laisse tous un jour                                                                                  | –                                    |
| 1971  | Un enfant dans la ville               | Les Rues de la grande ville | –                                    |
| 1972  | Fugain et le Big Bazar                | Attention mesdames et messieurs, Fais comme l'oiseau, Une belle histoire (no 1 au hit-parade)                                      | –                                    |
| 1973  | Fugain et le Big Bazar no 2           | Tout va changer, La Fête, Bravo Monsieur le monde, Chante… Comme si tu devais mourir demain                                        | –                                    |
| 1975  | Fugain et le Big Bazar no 3           | Les Acadiens, Le vent se lève | –                                    |
| 1975  | Un jour, la fête                      | On va, Chanson d'amour | –                                    |
| 1976  | Fugain et le Big Bazar no 4           | Le Printemps, Le Grain de sable, Vis ta vie                                                                                        | –                                    |
| 1977  | Un jour d’été dans un Havre de paix   | Le Chiffon rouge | –                                    |
| 1978  | Faites-moi danser !                   | La Vieille Dame | –                                    |
| 1979  | Michel Fugain (Les Sud-Américaines)   | Les Ailes dans le dos, Joe, dis-moi c'que t'en penses, Les Sud-Américaines, Bonjour nostalgie, Les Chevaux sauvages                | –                                    |
| 1981  | Capharnaüm                            | – | –                                    |
| 1988  | Michel Fugain (Des rêves et du vent)  | Viva la vida, Librement, Des rêves et du vent, Rita, Rita                                                                          | –                                    |
| 1989  | Un café et l’addition                 | Les Années guitare (no 40 au Top Singles), Chaque jour de plus (no 38 au Top Singles), Où s'en vont…, Chanson pour les demoiselles | –                                    |
| 1992  | Sucré-Salé                            | Forteresse, Les Soirs d'été, Ne m'oublie pas                                                                                       | –                                    |
| 1995  | Plus ça va…                           | Plus ça va…, Les Ronciers, La Bête immonde, C'est de la musique                                                                    | Disque d'or.                         |
| 1996  | Petite fête entre amis                | Viva la vida (avec Maurane), Ô femme (avec Trio Esperança)                                                                         | Disque d'or et no 49 au Top Albums,. |
| 1998  | De l’air !                            | 2000 ans et un jour (no 25 au Top Singles), Je laisse, Terra Amata, De l'air ! De l'air !                                          | Disque d'or et no 45 au Top Albums,. |
| 2001  | Encore                                | Encore (no 38 au Top Singles), Va vers le soleil, L'eau qu'on boit (no 82 au Top Singles), Dans la rue d'à côté                    | Disque d'or et no 31 au Top Albums,. |
| 2007  | Bravo et merci !                      | Je parlerai de toi | no 29 au Top Albums,.                |
| 2011  | Bon an mal an – Le Printemps          | Ceux qui s'aiment | –                                    |
| 2011  | Bon an mal an – L’Été                 | – | –                                    |
| 2012  | Bon an mal an                         | Bon an mal an, Un enfant | –                                    |
| 2013  | Projet Pluribus                       | Dans 100 ans peut-être | no 94 au Top Albums.                 |
| 2024  | La vie, l'amour, etc...               | Paris | –                                    |

## Albumslive
| Année | Titre                                   | Remarques                            |
| ----- | --------------------------------------- | ------------------------------------ |
| 1974  | À l’Olympia                             | –                                    |
| 1974  | En spectacle au Québec                  | –                                    |
| 1976  | Enregistrement public Olympia 76        | –                                    |
| 1978  | Enregistrement public Olympia 78        | –                                    |
| 1991  | Live                                    | –                                    |
| 1993  | Vivant                                  | Formats CD, cassette audio et vidéo. |
| 1994  | Vivant à l’Olympia – Une belle histoire | –                                    |
| 2010  | Fugain à l'Alhambra                     | Formats CD et DVD.                   |

## Compilations (liste non exhaustive)
| Année | Titre                                               | Remarques            |
| ----- | --------------------------------------------------- | -------------------- |
| 1990  | Michel Fugain (CBS)                                 | –                    |
| 1995  | Le Meilleur de Fugain (Flarenasch)                  | –                    |
| 1999  | Michel Fugain (Musidisc)                            | –                    |
| 2000  | L'Essentiel (EMI)                                   | –                    |
| 2001  | Les Indispensables de Michel Fugain (Sony Music)    | –                    |
| 2003  | Michel Fugain – Tendres années 60 (Universal Music) | –                    |
| 2004  | C'est pas de l'amour, mais c'est tout comme (EMI)   | Double disque d'or.  |
| 2004  | Le Meilleur des années CBS (Sony Music)             | –                    |
| 2007  | Les Grands Succès (Spectra Musique)                 | –                    |
| 2013  | Fugain & Le Big Bazar (Sony Music)                  | no 64 au Top Albums. |

## Albums de reprises
| Année | Titre                            | Remarques                                                                     |
| ----- | -------------------------------- | ----------------------------------------------------------------------------- |
| 2005  | Attention mesdames et messieurs… | Spectacle musical conçu par Michel Fugain et Roger Louret aux Folies Bergère. |
| 2017  | Chante la vie, chante            | no 9 au Top Albums.                                                           |